# Recirculación de gases de escape

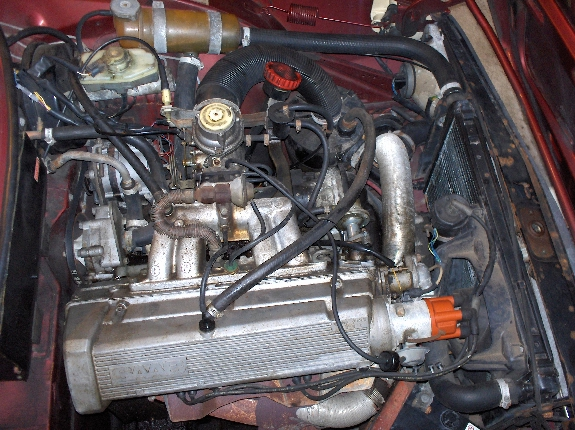
Válvula EGR en la parte superior del colector de admisión de un Saab 90

La recirculación de gases de escape o EGR  (en Inglés Exhaust gas recirculation) es un sistema utilizado desde principios del 1970, que consiste en redirigir una parte de los gases de escape de los  motores de combustión hacia el colector de admisión, para reducir las emisiones de óxidos de nitrógeno.Esta recirculación se puede llevar a cabo por un camino corto que conecta directamente el colector de escape con el colector de admisión (conocido como EGR de alta presión) o en motores sobrealimentados, un camino más largo en el que se toma los gases aguas abajo de la turbina y se reintroducen antes del compresor (conocido como EGR de baja presión). La primera opción permite una respuesta más rápida del sistema ante transitorios y la segunda una mejor mezcla de los gases de escape con el aire fresco. En la actualidad existen motores que incluyen ambas opciones.
La EGR funciona principalmente, a baja carga del motor y a baja velocidad. La proporción de gas recirculado se adecua para cada motor sobre la base de los estándares de contaminación para respetar el equilibrio entre las emisiones de óxidos de nitrógeno y de partículas. El endurecimiento de las normas de emisión conllevó un aumento de la necesidad de usar la EGR.
Los fabricantes europeos han adoptado el sistema desde 1996 para cumplir con la norma europea Euro 2 sobre contaminación.

## Ventajas
Su instalación reduce la emisión de los óxidos de nitrógeno, siendo instalado por los fabricantes para cumplir, a menor costo, con las normas europeas.
Este sistema tiene el efecto de:
- Ralentizar la velocidad de combustión mediante la reducción de la proporción de oxígeno en la mezcla;
- Absorber parte de las calorías (aumentando la capacidad calorífica de la mezcla), reduciendo por lo tanto, su temperatura durante la combustión.

Esto tiene el efecto de disminuir la cantidad de óxidos de nitrógeno (NOx) en el gas de escape, que conllevan originalmente la contaminación ozono atmosférico. La producción de óxidos de nitrógeno depende en particular de la temperatura y de la presencia de oxígeno durante la combustión, (ver el mecanismo de Zeldovich -Physicochim Acta. 21, 577,1946)

## Desventajas
La EGR aumenta la producción de partículas. Un compromiso entre la reducción de óxidos de nitrógeno y el aumento de las partículas a través de la elección de la tasa de EGR óptima para cada punto de velocidad y carga. Los gases recirculados se enfrían más, lo que disminuye la temperatura del gas y al reinyectarlos se reduce la producción de partículas y óxidos de nitrógeno para la misma tasa de EGR.
Uno de los impactos negativos de este sistema es la reducción en la tasa de combustión que se traduce en una disminución en el rendimiento del motor (diferencia respecto al ciclo teórico) e induce un aumento en el consumo de combustible. Sin embargo, la disminución en el flujo de aire compensa parcialmente la disminución en el rendimiento.
El aumento de la producción de hollín durante la combustión genera un ensuciamiento más pronunciado del aceite causado por la ingesta del circuito de escape del motor, siendo posible la necesidad de un filtro de partículas de acuerdo con el nivel de exigencia de las normas vigentes.

## Descripción del sistema y fallo potencial

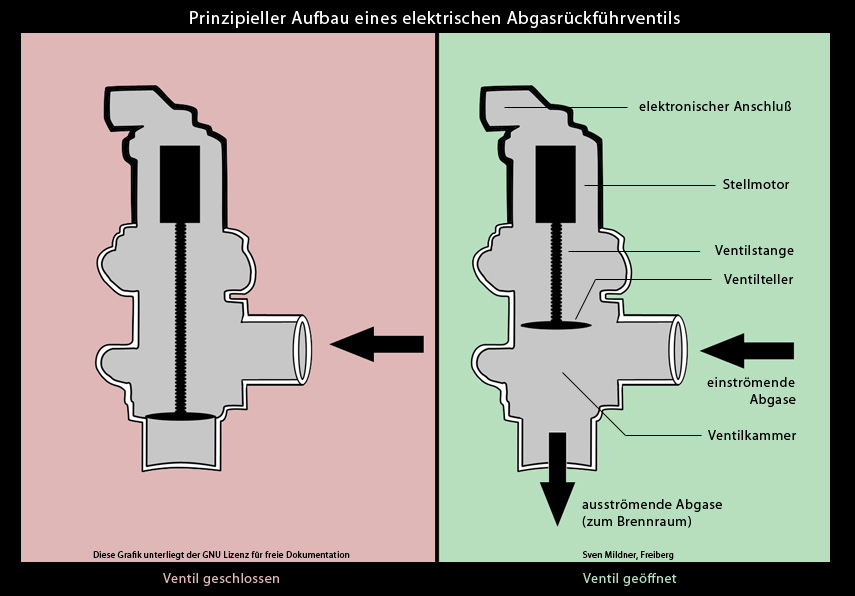
Sección de una válvula EGR, cerrada a la izquierda y abierta a la derecha

Básicamente el sistema de control de la contaminación por recirculación de los gases de escape está hecho mediante un tubo que permite canalizar los gases de escape hacia el colector de admisión, junto con un intercambiador de calor para enfriar el gas quemado y una válvula, comúnmente llamada válvula EGR, que estabiliza la  velocidad de los gases de combustión. Esta válvula está controlada por la centralita electrónica de control del motor.
El fallo más común de este tipo de sistemas es el eventual bloqueo de dicha válvula EGR:
- Si queda bloqueada en la posición abierta, suele causar una pérdida de potencia del motor, fallos de aceleración y en ocasiones fallos de encendido del motor con algunos humos.
- Si queda bloqueada en la posición cerrada, no causa ninguna pérdida de potencia, pero entonces no permite cumplir con su cometido, la reducción de la contaminación (según la norma).
- Nunca se debe colocar un tapón, ya que esta masa extraña podría caer dentro del turbocompresor y dañarlo permanentemente.

## Tipos de válvulas EGR
Se pueden diferenciar dos grandes tipos de válvulas EGR: las neumáticas o mecánicas y las eléctricas o electrónicas. También y al margen de las anteriormente citadas, se pueden encontrar las válvulas EGR refrigeradas, que además del sistema empleado y que las define (mecánico o electrónico) cuentan con un otro adicional que permite reducir la temperatura de los gases de escape para disminuir los niveles de NOx.

### EGR neumática o mecánica
Este tipo de válvulas EGR, denominadas neumáticas o mecánicas, fueron las primeras que comenzaron a instalarse en vehículos tanto gasolina como diésel para controlar el caudal de los gases de escape.
Su funcionamiento es relativamente sencillo, ya que a través de una electroválvula controlada por la unidad electrónica del motor se abre o cierra la EGR dependiendo del nivel de revoluciones, la temperatura o la posición del pedal acelerador. El accionamiento de este tipo de válvulas EGR es, por tanto, producido mediante un sistema de depresión o vacío.
Una vez la ECU (Electronic Control Unit) o unidad de control del motor abre el paso de vacío hacia la EGR y actúa sobre la electroválvula que permite esta acción, se genera la succión necesaria para accionar el muelle interior y levantar la válvula. De esta forma, los gases de escape se redirigen nuevamente al colector de admisión para ser quemados en el interior de los cilindros.
Además, para mejorar el control, algunos modelos incorporan también un potenciómetro o captador de temperatura y otros, combinan la válvula electrónica y la EGR en una sola pieza, lo que se conoce como convertidor de EGR.

### EGR eléctrica o electrónica
Con la necesidad de optimizar el control y regulación de los gases de combustión emitidos por el motor, nacieron las EGR eléctricas o electrónicas. Al contrario de las neumáticas o mecánicas, no funcionan mediante el uso de bombas de vacío sino que utilizan un sistema similar al de las bombas electrónicas, que trabajan de manera autónoma, y que montan generalmente los motores diésel de turbo-inyección directa o TDI.
Este tipo de válvulas EGR, disponen de una bobina de motor que es la encargada de recibir la corriente a través de la unidad de control del motor y que actúa abriendo o cerrando el paso de los gases que debe ser recirculados. Además, incorpora diversos sensores y potenciómetros cuya función es la de comprobar que el movimiento de la válvula se produce de acuerdo con los parámetros establecidos (velocidad, carga, temperatura…).
Actualmente, y según los cambios en normativa de emisiones, los vehículos deben contar obligatoriamente con un testigo en el salpicadero que advierta al conductor de los posibles fallos en el sistema de recirculación de gases de escape.

### EGR refrigerada
Las válvulas refrigeradas no deben confundirse con otro tipo de válvula ni con los anteriormente descritos, pues únicamente cuenta con un sistema adicional que permite reducir la temperatura de los gases de escape. Este sistema, incorpora a la válvula un radiador que sirve para refrigerar los gases de combustión y permite una mayor recirculación. Así pues, mientras el termostato está cerrado debido a la baja temperatura del motor, el radiador es alimentado por el mismo líquido refrigerante que se ubica en el radiador del motor, lo que permite reducir aún más la temperatura de los gases de escape y, por tanto, genera una cantidad inferior de NOx evitando que se acumule carbonilla y los posibles fallos electrónicos.